# Gaston Heuet
Gaston Heuet (Francia, 11 de noviembre de 1892-19 de enero de 1979) fue un atleta francés, especialista en la prueba de campo a través por equipo en la que llegó a ser medallista de bronce olímpico en 1924.

## Carrera deportiva
En los JJ. OO. de París 1924 ganó la medalla de bronce en el campo a través por equipo, logrando 20 puntos tras Finlandia (oro) y Estados Unidos (plata), siendo sus compañeros de equipo: Henri Lauvaux y Maurice Norland.